# 마소스폰딜루스
마소스폰딜루스(Massospondylus)는 중생대 쥐라기 전기에 살았던 초식공룡의 일종이다. 전체 몸 길이는 약 4m~6m, 체중은 300kg에 달했을 것으로 추정된다. 윗턱에 있는 이빨의 형태는 앞뒤가 서로 다르다. 앞니는 톱니모양으로 튼튼하고 잘 발달되어 있는 데 반해, 뒷 부분은 이빨은 평평하고 빈약하다. 학명은 '튼튼한 척추', '성장한 척추'라는 의미를 가지고 있다. 마소스폰딜루스의 화석은 미국, 남아프리카 부근에서 발견되었다.